# The Planetary Society

Logo der Planetary Society

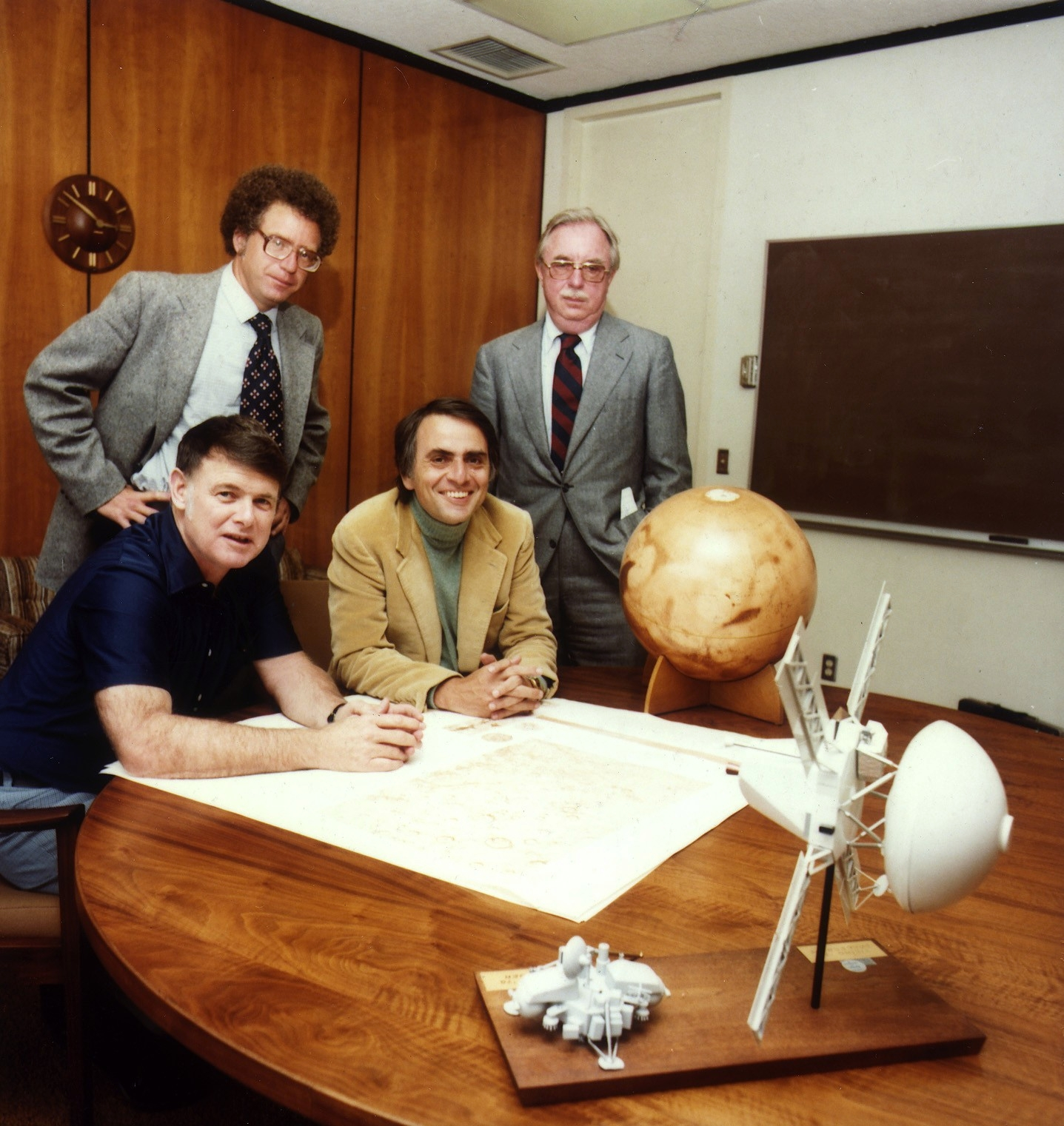
Die Gründung der Planetary Society. Sitzend, von links: Bruce Murray und Carl Sagan. Stehend, von links: Louis Friedman und Harry Ashmore, der beratende Journalist.

The Planetary Society ist eine gemeinnützige, nichtstaatliche Organisation, die die Erforschung des Sonnensystems und die Suche nach außerirdischem Leben unterstützen und vorantreiben will.
Die Organisation wurde 1980 von Carl Sagan, Bruce Murray und Louis Friedman gegründet und hat mehr als 50.000 Mitglieder in über 100 Ländern. Sie hat ihren Sitz in Pasadena, Kalifornien. Vorsitzender seit 2010 ist der Wissenschaftsjournalist Bill Nye. Der Raumfahrtjournalist Harro Zimmer gehört zu den deutschen Mitgliedern und war seit 1996 im Millennium Committee der Gesellschaft tätig.
Sie finanziert durch ihre Mitgliedsbeiträge die Erforschung neuartiger Technologien, wie zum Beispiel die Verwendung von Sonnensegeln als Raumfahrtantrieb mit der Sonde Cosmos 1, und betreibt Öffentlichkeits- und Lobbyarbeit zur Unterstützung von Raumfahrtaktivitäten.
Eine Mitgliedschaft ermöglicht den kostenlosen Eintritt in das Deutsche Museum in München.